# Barsom

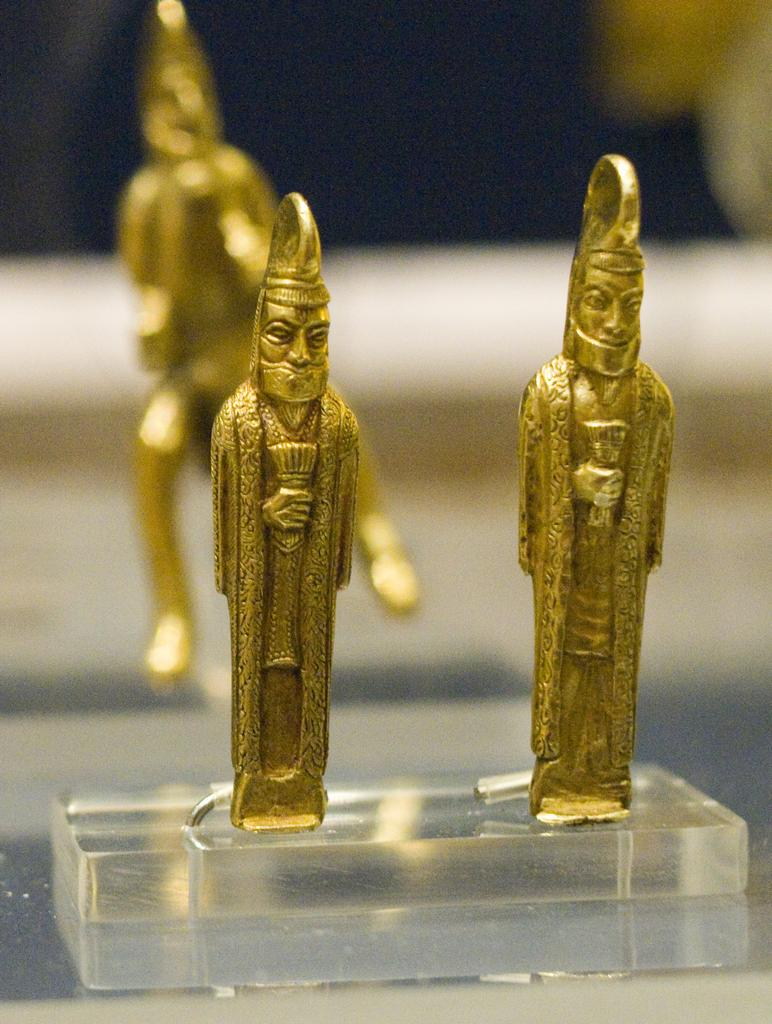
Darstellung Barsom haltender Magier (Figuren aus dem Oxus-Schatz; Zeit des Achämenidenreichs)

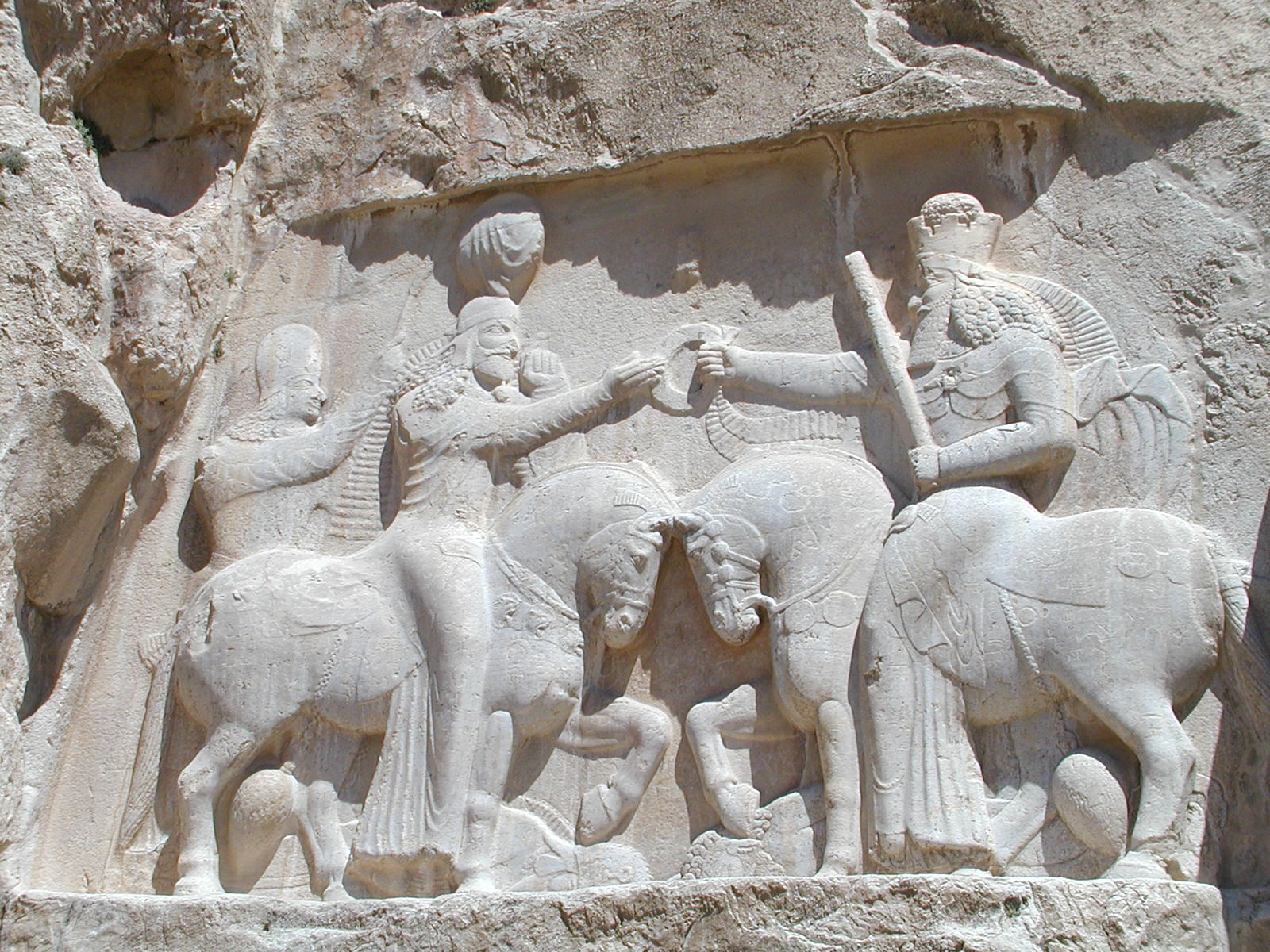
Szene der Investitur des Ardaschir I., von Ahura Mazda (rechts) das Diadem der Macht empfangend, der in der linken Hand ein Barsombündel hält (Relief aus der Zeit des Sassanidenreichs)

Der Begriff Barsom stammt aus dem altpersischen Kultus des Zoroastrismus. Mit dem Wort wird ein Bündel aus geweihten Zweigen bezeichnet, die der Priester beim Lesen der altpersischen Zend Awesta in der linken Hand hält. Dieses Bündel ist mit einem besonders geheiligten Bande aus Palmblättern umwunden, das Evanguin genannt wird. Je nach dem Teil des gelesenen Buches wird die Anzahl der Zweige bestimmt. Welcher botanischen Gattung diese zuzuordnen sind, ist allerdings bisher unbekannt.